# Theo Meijer (Judoka)
Theodorus Johannes „Theo“ Meijer (* 18. Februar 1965 in Amersfoort) ist ein ehemaliger niederländischer Judoka. Er gewann 1992 eine olympische Bronzemedaille.

## Sportliche Karriere
Der 1,94 m große Meijer kämpfte als Erwachsener meist im Halbschwergewicht, der Gewichtsklasse bis 95 Kilogramm. Von seinen sechs niederländischen Meistertiteln gewann er drei im Halbschwergewicht und drei in der offenen Klasse.
In der Gewichtsklasse bis 86 Kilogramm war Meijer 1982 Dritter der Junioreneuropameisterschaften und 1983 Dritter der Juniorenweltmeisterschaften. 1984 belegte er den zweiten Platz bei den Junioreneuropameisterschaften, nun in der Gewichtsklasse bis 95 Kilogramm. 1985 wurde er in seiner neuen Gewichtsklasse Junioreneuropameister. 1986 und 1987 belegte Meijer den siebten Platz bei den Europameisterschaften. Bei den Weltmeisterschaften 1987 in Essen gewann er vier Kämpfe und unterlag erst im Finale dem Japaner Hitoshi Sugai. Bei den Olympischen Spielen 1988 in Seoul gewann Meijer seine ersten beiden Kämpfe und schied dann gegen den Polen Jacek Beutler aus. 
1989 besiegte Meijer den Polen Beutler in seinem ersten Kampf bei den Europameisterschaften. Nach einer Halbfinalniederlage gegen Koba Kurtanidse aus der Sowjetunion gewann er den Kampf gegen den Bulgaren Marko Walew um die Bronzemedaille. Ein Jahr später belegte er nach Niederlagen gegen den Franzosen Stéphane Traineau und gegen Koba Kurtanidse den fünften Platz. Bei den Europameisterschaften 1991 bezwang er Traineau im Halbfinale und besiegte im Finale Giwi Gaurgaschwili aus der Sowjetunion. 1992 bei den Olympischen Spielen in Barcelona unterlag er dem Ungarn Antal Kovács im Halbfinale, im Kampf um Bronze besiegte er den Esten Indrek Pertelson. 1993 endete Meijers aktive Karriere. 
Theo Meijer betreibt eine eigene Sportschule mit den Schwerpunkten Judo, Taekwondo und Fitness in Amersfoort.